# Gura Dobrogei
Gura Dobrogei – wieś w Rumunii, w okręgu Konstanca, w gminie Cogealac. W 2011 roku liczyła 155 mieszkańców.